# Sàrrabus-Höhlensalamander
Der Sàrrabus-Höhlensalamander (Hydromantes sarrabusensis, Syn.: Speleomantes sarrabusensis) ist ein Schwanzlurch aus der Familie der Lungenlosen Salamander (Plethodontidae). Sein Verbreitungsgebiet liegt im südöstlichen Sardinien.

## Merkmale

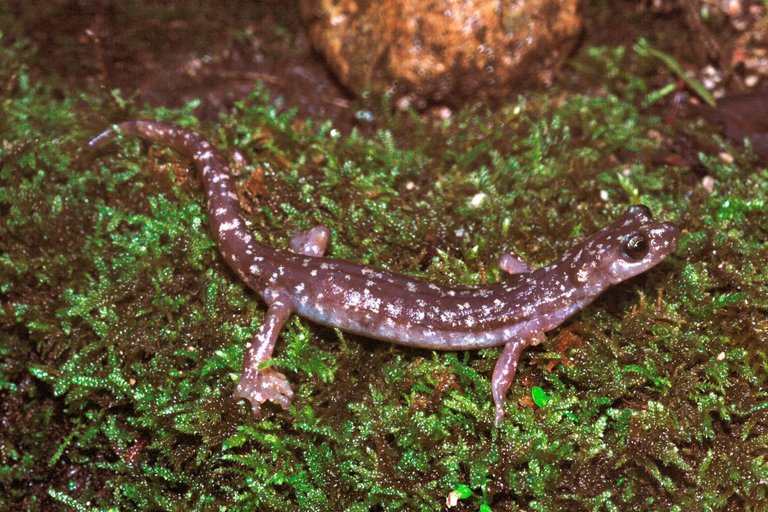
Sàrrabus-Höhlensalamander

Die Tiere werden 12 bis 15 cm lang und sind auf der Rückenseite dunkelbraun bis rotbraun gefärbt und gelblich gefleckt. Der Bauch ist hell. Finger und Zehen sind kurz, abgerundet und bis zur Hälfte ihrer Länge mit Spannhäuten verbunden. Die Schnauze ist stumpf abgerundet. Eine Furche verbindet Lippen und Nase. Die Art ist dem Duftenden Höhlensalamander sehr ähnlich, erzeugt im Gegensatz zu diesem aber beim Hantieren keinen markanten Geruch.

## Verbreitung
Der Sàrrabus-Höhlensalamander besiedelt nur ein kleines Areal im südöstlichsten Teil Sardiniens, nämlich den südlichen Bereich der Region Sarrabus-Gerrei in den Monte dei Sette Fratelli. Das Verbreitungsareal liegt in der Provinz Cagliari.

## Lebensraum
Die Art lebt im Gegensatz zu den anderen sardischen Höhlensalamandern nicht auf Kalkgestein mit den charakteristischen Aushöhlungen des Untergrunds und Grottenbildungen, sondern auf Granituntergrund. Die Fundorte liegen teils in kargem, mediterranem Buschland (Macchie), teils am Rande von Stein-Eichenwäldern an Berghängen in 240 bis 530 m über NN.

## Lebensweise
Vom Herbst bis zum zeitigen Frühjahr sind die Tiere oberirdisch aktiv. Wohin sie sich in den trockenen Sommermonaten zurückziehen, ist unbekannt, da in ihrem Lebensraum das Lücken- und Höhlensystem des Karstes fehlt. Die Monte dei Sette Fratelli gehören zwar zu den regenreichsten Gegenden im Südosten Sardiniens, dennoch müssen sich in der trockenen Jahreszeit die Tiere zurückziehen können und es ist anzunehmen, dass auch im Granituntergrund ausreichend tiefe, unterirdische Versteckmöglichkeiten für die Übersommerung der Tiere bestehen.

## Gefährdung
Die Art ist trotz ihres kleinen Verbreitungsgebietes recht häufig. Die IUCN listete sie in der Roten Liste gefährdeter Arten ehemals als potentiell gefährdet, mittlerweile jedoch als gefährdet (vulnerable ) mit einem stabilen Populationstrend.